# Диаграмма деформирования

Диаграмма деформирования, иллюстрирующая типичную для цветных металлов пластичность. Напряжение является функцией относительной деформации
1: Предел пропорциональности
2: Условный предел текучести (0.2 % технического предела прочности)

Диаграмма деформирования — графическое изображение зависимости между напряжениями (или нагрузками) и деформациями материала. Эта характеристика различна для различных материалов и определяется с помощью регистрации величины деформации при определённых приращениях (шагах) величины растягивающих или сжимающих усилий. По напряженно-деформированному состоянию можно определить многие характеристики материала.
До некоторой точки диаграммы зависимость между деформацией и напряжением выражается прямой линией. Наибольшее напряжение, до которого деформации в материале растут пропорционально напряжениям, называется пределом пропорциональности. Несколько выше предела пропорциональности на диаграмме встречается участок, на котором удлинения начинают расти без увеличения напряжения. Это явление называется текучестью материала, а напряжение соответствующее явлению текучести, называется пределом текучести. Наибольшее условное напряжение, выдерживаемое образцом, называется пределом прочности или временным сопротивлением.
Вид диаграммы различных материалов может сильно зависеть от температуры испытываемого образца или скорости нагружения. Однако, на основании общих особенностей диаграмм принято разделять материалы на две основные группы: хрупкие материалы и пластичные материалы.

## Общие понятия
Приложенная к испытываемому образцу нагрузка из исследуемого материала вызывает появление в нём деформаций. Взаимосвязь нагрузки и деформации описываются так называемой машинной диаграммой деформирования. Сначала деформация образца растёт пропорционально нагрузке. Затем в определенной точке эта пропорциональность нарушается, однако для увеличения деформации необходим дальнейший рост нагрузки. После достижения определённого уровня деформация развивается при постепенном падении нагрузки и завершается разрушением образца.
Истинное напряжение {\displaystyle \sigma } в испытуемом образце равно:
{\displaystyle \sigma ={\frac {P}{A}},}
где {\displaystyle P} — внешняя сила, {\displaystyle A} — площадь поперечного сечения образца.
Деформация {\displaystyle \varepsilon } в испытуемом образце равна:
{\displaystyle \varepsilon ={\frac {l-l_{0}}{l_{0}}},}
где {\displaystyle l} — длина участка образца после деформации, {\displaystyle l_{0}} — начальная длина участка образца.
Оценка сопротивления материала деформированию механическими напряжениями, определяемыми нагрузкой, приходящейся на единицу площади поперечного сечения образца, является более удобным и универсальным методом.
Вид диаграммы не изменится, если по оси ординат откладывать величину условного (а не истинного) напряжения:
{\displaystyle \sigma ={\frac {P}{A_{0}}},}
где {\displaystyle A_{0}} — начальная площадь поперечного сечения.
Диаграмма деформирования, полученная таким способом, называется диаграммой условных напряжений, поскольку условно считается, что площадь поперечного сечения является постоянной в процессе испытания.
На основании этой диаграммы для металлических материалов определяют следующие механические характеристики:
- Предел пропорциональности
- Предел текучести
- Предел упругости
- Предел прочности

## Пластичные материалы
Пластичные материалы (малоуглеродистая сталь, латунь, алюминий и многие другие металлы) характеризуются тем, что обладают свойствами текучести (увеличения деформаций без увеличения нагрузки) при нормальных температурах.

## Хрупкие материалы
Хрупкие материалы (чугун, стекло, камень, бетон) характеризуются тем, что их разрушение происходит без заметного изменения скорости деформации.